# Neodirades spurcata
Neodirades spurcata är en fjärilsart som beskrevs av W. Warren 1904. Neodirades spurcata ingår i släktet Neodirades och familjen Uraniidae. Inga underarter finns listade i Catalogue of Life.